# Sisi (Creta)
Sisi (en griego, Σίσι) es una localidad de Grecia ubicada en costa septentrional de la isla de Creta. Pertenece a la unidad periférica de Lasithi, al municipio de Agios Nikolaos y a la unidad municipal de Vrajasi. En el año 2011 contaba con una población de 1003 habitantes.

## Arqueología
Cerca de esta localidad, a unos 4 km del importante palacio de Malia, se halla un yacimiento arqueológico donde se han encontrado restos de un asentamiento minoico donde había talleres, casas y un muro ciclópeo, además de una necrópolis. 
El asentamiento se halla en una importante ubicación estratégica, por lo que fue habitado desde una época muy temprana, aproximadamente hacia el 2600 a. C. Al igual que otros centros minoicos como Malia, sufrió una primera destrucción en el siglo XVIII a. C. Tras ser reconstruido, se edificó un muro de protección al pie de la colina donde se hallaba el asentamiento y también un edificio ceremonial que contaba con un patio central de alrededor de 450 m². Este fue abandonado aproximadamente en el momento de la erupción del volcán de Santorini, pero el resto del asentamiento continuó siendo habitado hasta sufrir una nueva destrucción, también al igual que otros centros minoicos. 
Posteriormente las estructuras del asentamiento se relacionan con las de la civilización micénica. De esta época destaca el denominado edificio CD, que tenía unos 370 m² y más de 20 habitaciones y que, en el periodo minoico tardío IIIB, estaba dividido en tres sectores principales, dedicados a rituales, eventos comunitarios y actividades artesanales. También de esta época es el edificio E, que también tenía grandes dimensiones, y que tenía una cocina en la planta baja y probablemente un santuario en la planta superior. Bajo este edificio se han encontrado restos que pertenecen a periodos de ocupación anteriores. Durante este periodo, el asentamiento sufrió una nueva destrucción causada por un terremoto y hacia el 1200 a. C. el lugar fue repentinamente abandonado.
La necrópolis del periodo prepalacial y protopalacial consta de pequeños edificios rectangulares. Las tumbas a veces eran reutilizadas. Los recién nacidos fallecidos eran enterrados también con el resto de la comunidad, en vasijas. Los restos de cerámica hallados en ella pertenecen a un periodo que abarca desde el minoico antiguo IIA hasta el minoico medio IIB. Tras su abandono, se desconoce cuál fue el nuevo lugar de enterramientos de los habitantes del asentamiento.
Las primeras excavaciones fueron llevadas a cabo por Kostis Davaras en 1962. Posteriormente, a partir de 2007, se llevó a cabo un nuevo proyecto de excavaciones en la zona dirigido por Jan Driessen, de la Universidad Católica de Lovaina, con la colaboración de la Escuela Belga de Atenas.